# Кочута
Кочута́ — деревня в Торопецком районе Тверской области. Относится к Плоскошскому сельскому поселению, ранее — к Волокскому сельскому поселению, до 2006 года центр Кочутского сельского округа.

## География
Расположена примерно в 13 километрах к северо-западу от села Волок на реке Кунья напротив впадения в неё Рубежницы.
До районного центра Торопца — 56 км, до Твери по прямой ровно 300 км, Кочута вместе с окрестными деревнями — самые отдалённые от областного центра населённые пункты Тверской области.

## История
В Списке населенных мест Псковской губернии в Холмском уезде значится деревня Хочуты (Кочута) при реке Кунье (10 дворов, 47 жителей).
В 1940 году деревня Кочута 1-я центр Качутского сельсовета в составе Плоскошского района Калининской области. Она располагалась на левом берегу Куньи, в 1980-е годы к ней были присоединены расположенные на правом берегу деревни Малая Кочута (Кочута 2-я) и Войлово.
В 1997 году — 47 хозяйств, 102 жителя. Администрация сельского округа, неполная средняя школа, ДК, библиотека, медпункт, отделение связи, магазин.

## Климат
Деревня, как и весь район, относится к умеренному поясу северного полушария и находится в области переходного климата от океанического к материковому. Лето с температурным режимом +15...+20 °С (днём +20...+25 °С), зима умеренно-морозная -10...-15 °С; при вторжении арктических воздушных масс до -30...-40 °С.
Среднегодовая скорость ветра  3,5-4,2 метра в секунду.

## Население
| 1997 | 2002 | 2010 |
| ---- | ---- | ---- |
| 102  | 82   | 48   |